# Apogon luteus
Apogon luteus är en fiskart som beskrevs av Randall och Kulbicki, 1998. Apogon luteus ingår i släktet Apogon och familjen Apogonidae. Inga underarter finns listade i Catalogue of Life.